# 아구아스지린도이아

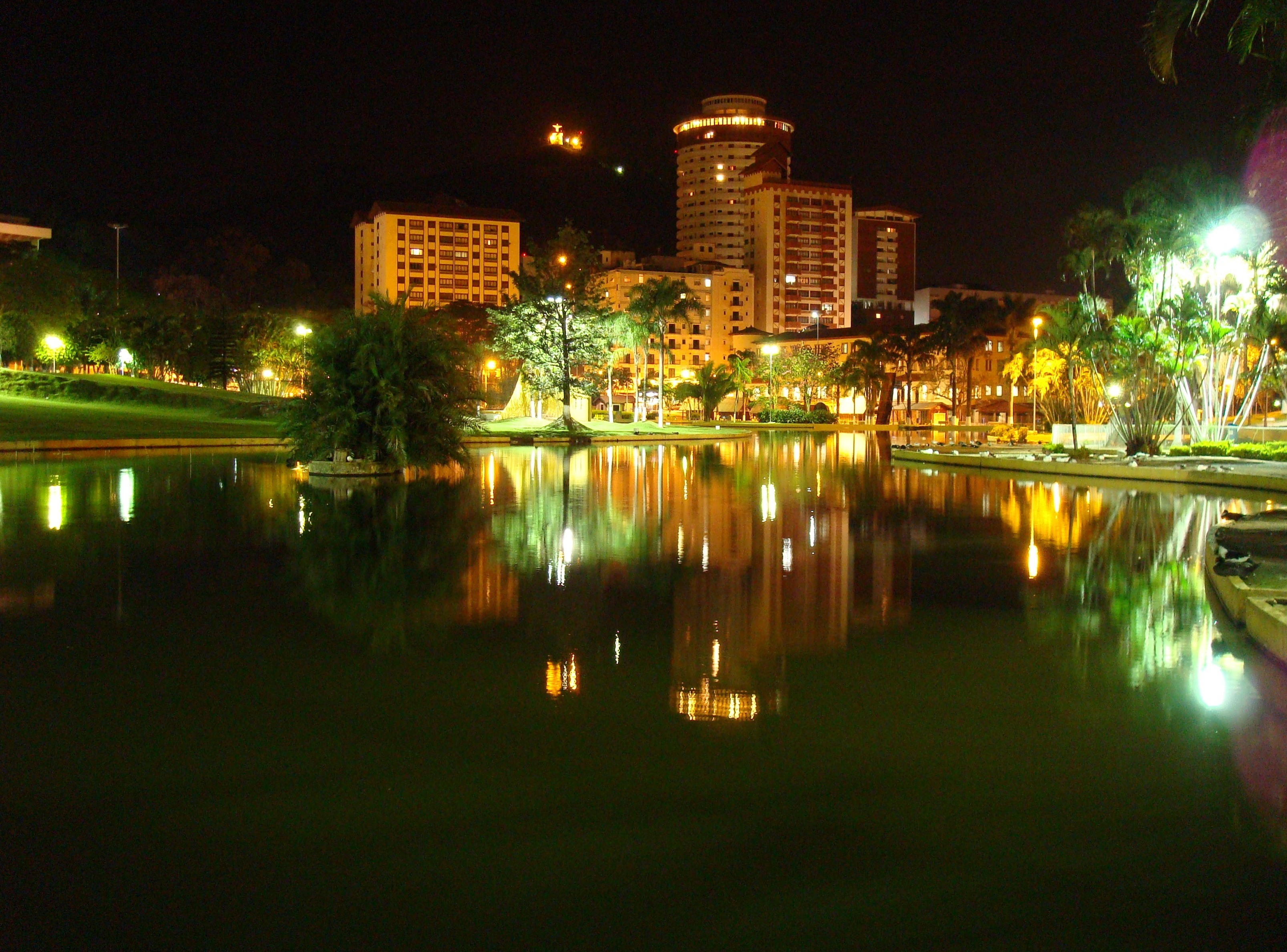

아구아스지린도이아(포르투갈어: Águas de Lindóia)는 브라질 상파울루주의 도시이다.